# Dicranoptycha longipennis
Dicranoptycha longipennis is een tweevleugelige uit de familie steltmuggen (Limoniidae). De soort komt voor in het Afrotropisch gebied.